# Фенинский сельсовет (Балашихинский район)
Фенинский сельсовет — упразднённая административно-территориальная единица, существовавшая на территории Московской губернии и Московской области до 1982 года.
Фенинский сельсовет был образован в первые годы советской власти. По данным 1924 года он входил в состав Разинской волости Московского уезда Московской губернии.
По данным 1926 года в состав сельсовета входили село Павлино, деревни Руднево и Фенино, а также 3 хутора.
12 июля 1929 года Фенинский с/с был отнесён к Реутовскому району Московского округа Московской области.
23 июля 1930 года Московский округ был упразднён и Реутовский район перешёл в прямое подчинение Московской области.
19 мая 1941 года Реутовский район был переименован в Балашихинский.
14 июня 1954 года к Фенинскому с/с был присоединён Темниковский сельсовет.
30 декабря 1962 года Балашихинский район был упразднён и Фенинский с/с вошёл в Мытищинский сельский район. 
21 ноября 1964 года Мытищинский сельский район был переименован в Мытищинский, в состав которого вошёл Фенинский с/с.
11 января 1965 года Фенинский с/с был возвращён в восстановленный Балашихинский район, но с подчинением Балашихинскому городскому совету депутатов трудящихся и его исполнительному комитету.
29 мая 1978 года из Фенинского с/с в черту города Железнодорожный была передана часть села Павлино-Троицкое.
2 февраля 1982 года Фенинский с/с был упразднён. При этом его территория (селения Павлино, Руднево и Фенино) была передана в Черновский с/с.